# Арефино (деревня, Рыбинский район)
Арефино – деревня на территории Николо-Кормской сельской администрации Покровского сельского поселения Рыбинского района Ярославской области . 
Деревня расположена на расстоянии около 2 км на запад от посёлка Великий Мох, на расстоянии около 6 км от автомобильной дороги Р104 на участке Углич-Рыбинск, на восток от расположенного на дороге села Никольское. Дорога к деревне идёт на юго-восток от северо-восточной окраины села Никольского, по правому берегу реки Корма, проходит мимо деревни Григорково, пересекает приток Кормы Крюковку и далее следует по левому берегу Крюковки через Липки, откуда поворачивает на север на Арефино. Отсутствие транспортного сообщения с посёлком Великий Мох представляет серьёзную проблему, планируется строительство новой дороги на посёлок через Мешково и Липки. Это позволяет частично использовать уже существующие на этом направлении участки дорог  и очевидно улучшит и транспортную доступность Арефино. 
Деревня Арефина указана на плане Генерального межевания Рыбинского уезда 1792 года.
На 1 января 2007 года в деревне проживало 2 человека. . По почтовым данным в деревне 9 домов .
Транспортная связь по дороге Р-104, автобус связывает деревню с Рыбинском, Мышкиным и Угличем. Администрация сельского поселения и центр врача общей практики находится в посёлке Искра Октября, почтовое отделение в селе Покров  (оба по дороге в сторону Рыбинска).